# 빅토르 즈보로브스키

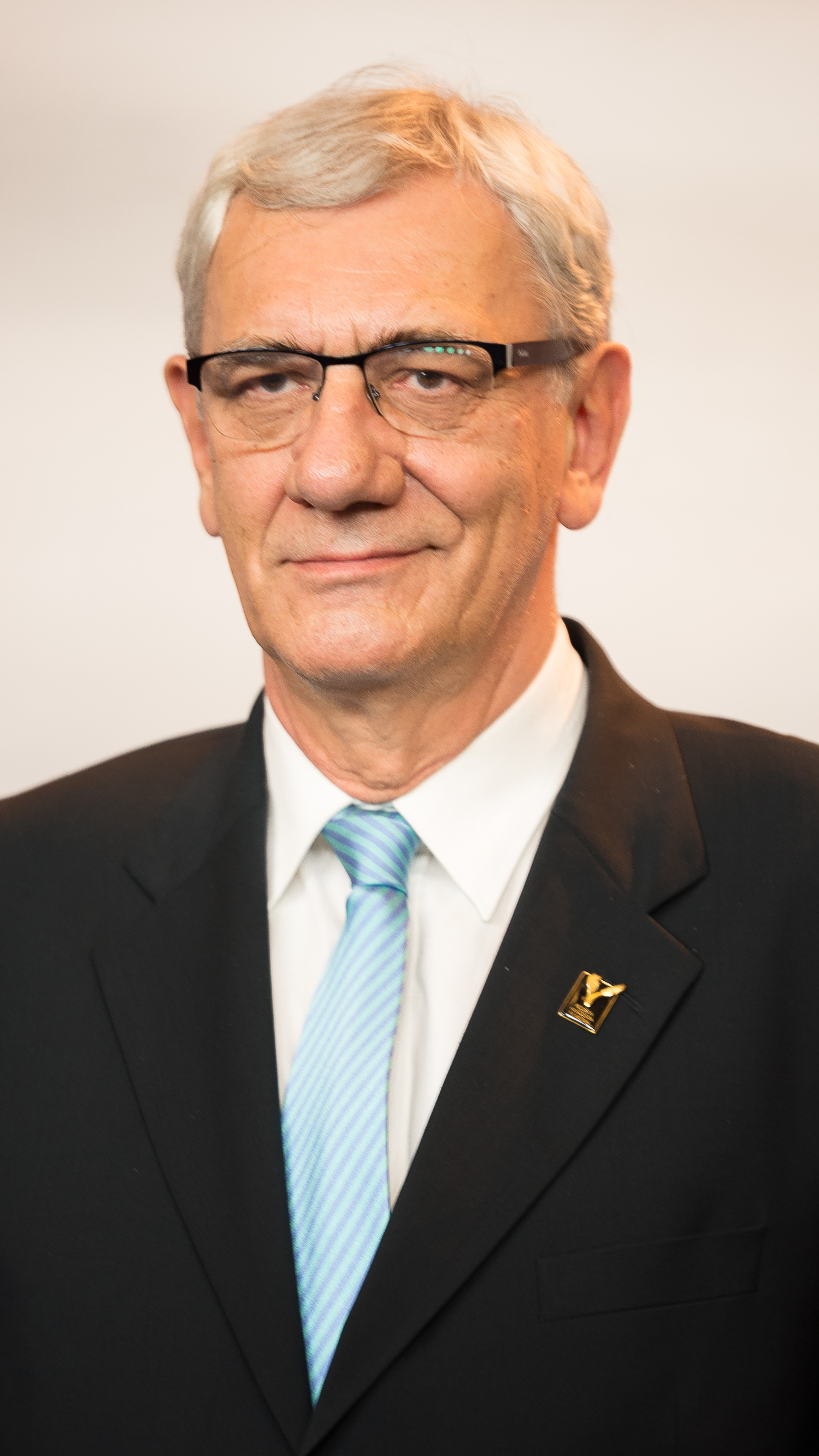

빅토르 즈보로브스키(Wiktor Zborowski, 1951년 1월 10일 ~ )는 폴란드의 배우, 텔레비전 배우이다.
바르샤바에서 태어났다.

## 영화
- 스푸어 (2017년)
- 회색 악마 (2009년)
- 에스터하치 (2009년)
- 잼 세전 (2005년) - 목소리 역
- 파이어 & 스워드 (1999년)